# (756) Лиллиана
(756) Лиллиана (лат. Lilliana) — астероид главного пояса, который был обнаружен 26 апреля 1908 года американским астрономом Джоэлом Меткалфом в обсерватории города Тонтон и назван в честь сестры американского астронома Харлоу Шепли.
- Орбита астероида Лиллиана и его положение в Солнечной системе

Фотометрические наблюдения, проведённые в 2007 году в обсерватории Palmer Divide, позволили получить кривые блеска этого тела, из которых следовало, что период вращения астероида вокруг своей оси равняется 9,262 ± 0,001 часам, с изменением блеска по мере вращения 0,83 ± 0,03 m. Более поздние фотометрические наблюдения, проведённые в 2012 году в обсерватории Organ Mesa, дали чуть меньший период обращения 7,834 ± 0,001 с изменением блеска по мере вращения 0,17 ± 0,02 m.